# Florian de Kergorlay
Florian de Kergorlay (Parigi, 26 aprile 1769 – Parigi, 13 giugno 1856) è stato un politico e militare francese.

## Biografia

### I primi anni
Discendente da una antica casata della nobiltà francese, Florian era figlio di Alain-Marie de Kergorlay, signore di Trouzily, luogotenente generale degli eserciti del re, e di sua moglie, Joséphine de Boisgelin.
Suo fratello maggiore era Gabriel Louis Marie de Kergorlay, che come lui fu membro della Camera dei Pari.
Entrambi erano nipoti dell'arcivescovo di Aix, Raymond de Boisgelin.
All'età di dieci anni entrò nell'ordine di Malta, e intraprese  la carriera militare sino ad avere ilgrado di capitano di cavalleria. All'epoca della Rivoluzione francese dovette espatriare, tornando in patria solo per la campagna del 1792 assieme all'esercito dei principi, e poi nuovamente nel 1802 durante il Consolato.
Nel 1807 si stabilì nell'Oise acquistando, a cinquanta chilometri a nord di Parigi, il castello di Fosseuse.

### La Restaurazione
Nel 1814 venne nominato cavaliere dell'ordine di San Luigi da re Luigi XVIII di Francia.
Durante i Cento Giorni pubblicò un opuscolo dal titolo Sulle leggi vigenti e sul decreto del 9 maggio 1815 col quale criticava il regime imperiale di Napoleone; per questo e per altri suoi scritti venne invece arrestato per errore suo fratello, il che gli consentì di fuggire.
Durante la seconda Restaurazione, venne eletto deputato per il collegio del dipartimento dell'Oise il 22 agosto 1815. Si batté perché venissero riconosciute le responsabilità ai ministri complici del governo Bonaparte. Chiese inoltre 41.000.000 di danni per il clero e la restituzione di tutti i suoi beni invenduti e rimasti di proprietà dello stato francese.
Non eletto alle elezioni del 1816, collaborò con i conservatori e tornò in parlamento il 13 novembre 1820, come deputato del collegio del dipartimento dell'Oise; venne rieletto il 16 maggio 1822, continuando a sedere tra gli ultrarealisti .
Consigliere Generale dell'Oise, presiedette il Consiglio Generale locale dall'agosto 1824 al luglio 1825, e poi nuovamente dall'agosto 1826 al settembre 1828.
Il 23 dicembre 1823 venne nominato Pari di Francia da Luigi XVIII nel feudo di Fosseuse. Sedette alla Camera dei Pari tra gli ultrarealisti.

### In opposizione a Luigi Filippo
Contrario alle vicende del 1830, il 9 agosto de Kergorlay inviò una lettera al nuovo Presidente della Camera dei Pari, il barone Pasquier, con cui rifiutava, per la sua fedeltà alla Casa di Borbone, di giurare fedeltà al nuovo sovrano Luigi Filippo, appartenente invece al ramo degli Orléans. La pubblicazione di questa lettera sui giornali La Quotidienne e Gazette de France alla fine di settembre 1830 gli procurò una denuncia per "incitamento all'odio e al disprezzo del governo e offesa alla persona del re". Giudicato dalla Camera dei Pari, fu difeso da Berryer, ma il 24 novembre 1830 fu condannato a 6 mesi di carcere e al pagamento di una multa di 500 franchi. Venne per questo imprigionato a Parigi, nella prigione di Sainte-Pélagie.
Al suo rilascio dal carcere, a fine maggio del 1831, la duchessa di Berry gli affidò la presidenza del Comitato di Parigi, incaricato di rappresentare la famiglia reale in esilio nella capitale. Nel settembre del 1831 si unì con suo figlio alla duchessa di Berry in Italia, dove cercò di organizzare una rivolta in Francia a favore di suo figlio, "Enrico V".
Il 25 aprile 1832 fu uno dei fedelissimi della duchessa che si imbarcò con lei sul veliero "Carlo Alberto" per dare inizio alla sollevazione della Vandea di quell'anno. Il 29 aprile il gruppo si trasferì a bordo di un peschereccio con cui sbarcò in Francia. Il giorno successivo era stata organizzata  una rivolta a Marsiglia, ma questa fallì per  mancanza di sostenitori. Il 1º maggio, Florian de Kergorlay venne arrestato nei pressi di Marsiglia, e anche suo figlio fu arrestato due giorni dopo; ma fu assolto definitivamente nel 1833.
L'anno successivo dovette  presentarsi nuovamente in Corte d'Assise per una sua lettera pubblicata su La Quotidienne, accusato di  attacco al re e alla monarchia, venendone però  assolto.
Una nuova lettera pubblicata sullo stesso giornale nell'agosto del 1835, in difesa di 23 ribelli vandeani, lo fece condannare questa volta a 4 mesi di prigione e ad una multa di 2000 franchi. Fu di nuovo imprigionato nella prigione di Sainte Pélagie dall'ottobre 1835 al febbraio 1836.
La rivoluzione del febbraio 1848 gli restituì il diritto di voto.
Per la sua voce forte, e per la fermezza delle sue convinzioni legittimiste, fu soprannominato la "voix rigide".

## Matrimonio e figli
Nel 1803 Florian de Kergorlay sposò Blanche de La Luzerne (1780-1859), figlia di César Henri de La Luzerne, barone de Chambon, luogotenente generale degli eserciti del re, segretario di Stato per la Marina, e di sua moglie Marie Adelaide Angran d'Alleray. Era la pronipote del difensore di Luigi XVI, Malesherbes, e la nipote di Denis-François Angran d'Alleray. 
La coppia ebbe tre figli:
- Louis (1804-1880), ufficiale dell'esercito dimessosi nel 1830, poi deputato dell'Oise, sposato nel 1846 con Mathilde de Johanne de La Carre de Saumery (1825-1887);
- Cécile (1807-1883), che sposò nel 1836 con il conte Robert de Sesmaisons (1809-1873);
- Marie (1809-1888), nubile.